# Microbo (artista)
Microbo (Catania, 1970) è un'artista italiana.
Microbo è considerata una pioniera della street art in Italia e una delle poche donne ad affermarsi a livello internazionale fin dagli esordi del movimento. Vive e lavora a Milano.

## Biografia
Nata e cresciuta a Catania, Microbo sviluppa l’interesse per l’arte nella redazione della rivista culturale Lapis. Si trasferisce a Londra negli anni novanta, dove studia arte e lavora come graphic designer. Lì incontra l’artista milanese Bo130, con cui inizia una lunga collaborazione. Tornata in Italia, si stabilisce a Milano e adotta lo pseudonimo "Microbo", ispirato sia alla sua minuta figura sia all’interesse per la microbiologia. È parte del collettivo SunWuKung e ha organizzato eventi pionieristici come Arteimpropria (2003) e Urban Edge Show (2005), considerati momenti fondativi della street art italiana.

## Stile e tematiche
Microbo trae ispirazione dal mondo microbiologico e dalle forme della vita invisibile. Le sue opere raffigurano organismi microscopici e filamenti viventi che evocano la nascita della vita e l’interconnessione tra tutte le cose. Utilizza tecniche miste come pittura murale, disegno, stencil e sticker art. Il suo stile combina elementi scientifici, spirituali e pop. Ha dichiarato di voler contrastare il consumismo visivo con un linguaggio simbolico e poetico.

## Opere e progetti
Tra i suoi progetti più noti figura il volume Izastikup (2005), curato con Bo130, che documenta la sticker art globale. Un’opera significativa è il murales realizzato nel 2015 a Catania sui silos del porto, ispirato al mito di Scilla e Cariddi, reinterpretato con estetica microbiotica.

## Collaborazioni
Collabora stabilmente con Bo130, con cui ha realizzato numerose opere e mostre. È stata parte attiva del collettivo SunWuKung, noto per le sue performance artistiche underground in Europa.

## Mostre selezionate
- 2003 – Arteimpropria, Milano
- 2005 – Urban Edge Show, Milano
- 2007 – Street Art, Sweet Art, PAC Milano
- 2009 – Apocalypse Wow, MACRO Roma
- 2010 – TAG, Grand Palais, Parigi
- 2013 – Back2Back, Biennale di Venezia
- 2017 – Cross the Streets, MACRO Roma
- 2023 – Expanded FunToMentalism, Wunderkammern, Milano

## Riconoscimenti
Le sue opere sono incluse in collezioni pubbliche e private in Europa, Stati Uniti e Medio Oriente. È citata in testi specialistici come Street Logos di Tristan Manco e The Art of Rebellion di Christian Hundertmark. È inoltre presente nell’Enciclopedia Treccani dell’arte contemporanea italiana.

## Impatto
Microbo è considerata una delle pioniere della street art italiana. Ha introdotto tecniche come lo sticker e lo stencil in contesto urbano, contribuendo alla legittimazione della street art nel panorama artistico nazionale. A livello internazionale, è una delle poche artiste donne riconosciute nella scena globale, con opere esposte e apprezzate in numerosi paesi.